# امپراتور هوریکاوا
امپراتور هوریکاوا (به ژاپنی: 堀河天皇 Horikawa-tennō)؛ هفتاد و سومین امپراتور ژاپن وی پسر امپراتور قبلی امپراتور شیراکاوا و پدر امپراتور بعدی امپراتور توبا بود.